# Калужское шоссе
Калу́жское шоссе — автомобильная дорога по территории Новой Москвы от МКАД до пересечения с Варшавским шоссе. Прежний номер-название (А101) применялся до 31 декабря 2017 года включительно.
Это одна из старейших шоссейных дорог России, её построили при Николае I (именно как шоссейную дорогу по терминологии того времени). В то время она обслуживала как западное (на Варшаву), так и южное (на Киев) направления.
Трасса начинается от МКАД как продолжение Профсоюзной улицы, далее идёт по территории Москвы через Новомосковский и Троицкий административные округа. Пересекает автодорогу А107 (Чириково, 49-й км). Заканчивается у Львова / Крестов, упираясь в Варшавское шоссе.

## История дороги
Старая Калужская дорога (Калужский тракт, Екатерининский тракт) — древний путь, соединявший Москву с Калугой. Известна с XIV века.
В Москве начиналась у Крымского брода. В нынешней черте Москвы проходила по улицам Ленинский проспект — Старокалужское шоссе — Профсоюзная улица, далее совпадает с нынешней трассой до деревни Львово (у железнодорожной станции Кресты).

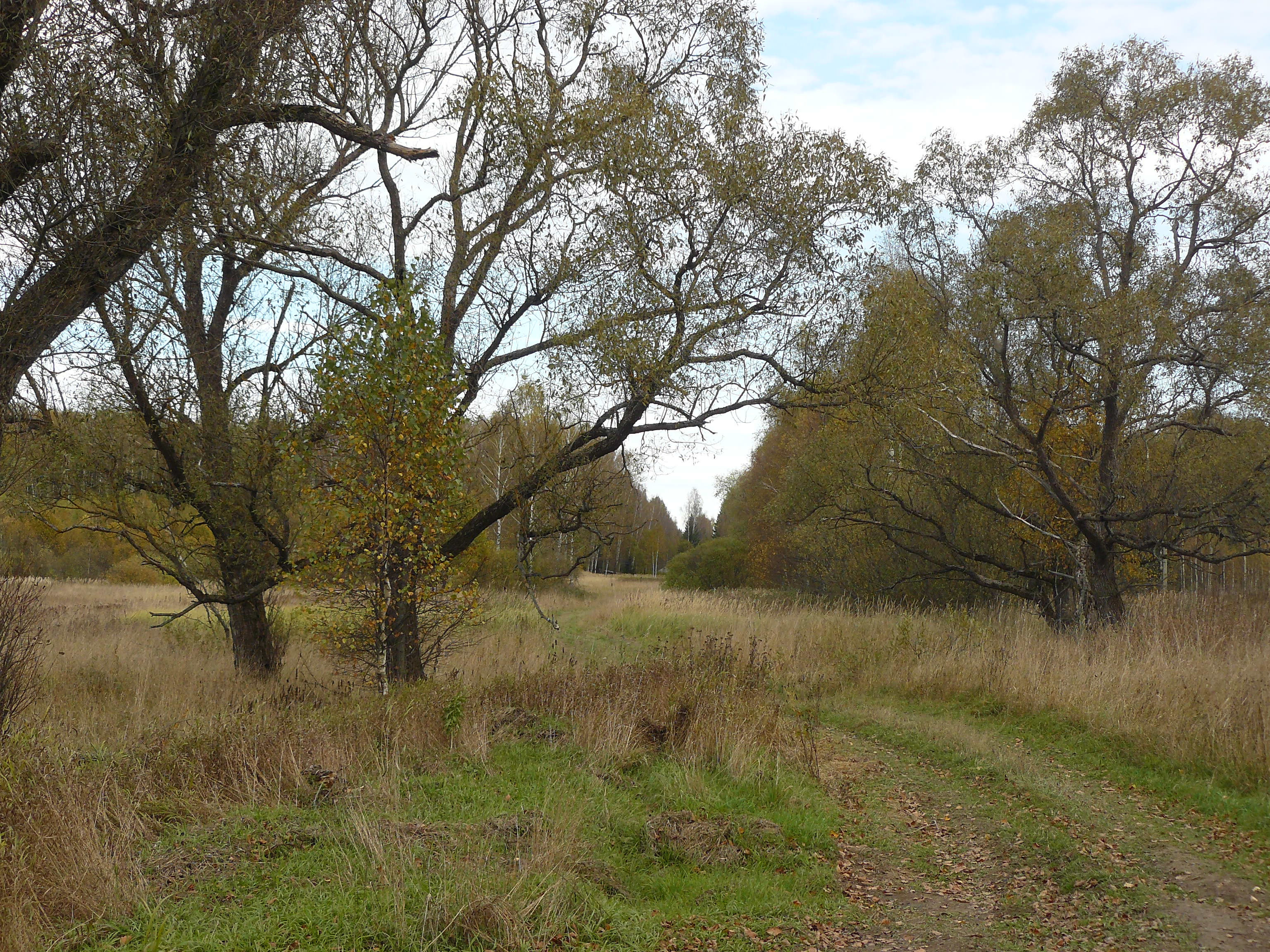
Старая Калужская дорога после Варшавского шоссе (Малое Леташово)

Несмотря на название «Калужское», шоссе не доходит до Калуги. Связано это с тем, что в деревне Кресты Калужская дорога пересекалась со старой Варшавской дорогой, шедшей из Подольска от Крымского тракта (из-за чего она в черте Москвы по сей день называется Варшавским шоссе), к западным границам Российской империи. После прокладки севернее Крестов железной дороги (Большое кольцо МЖД) и увеличения роли Киевского шоссе участок Калужского шоссе от Крестов до Калуги пришёл в запустение и в настоящее время не существует как отдельная дорога.
Дорога возобновляется в посёлке Рогово в составе Города федерального значения Москвы. Имеет идентификационные номера 29Н-174, 29Н-175, 29К-012 (частично), 29Н-178 (частично), МР-015, МР-093, МР-099, МР-117, МР-119, МП-011, МР-019, 29Н-462. Проходит через с. Тарутино, д. Чёрная Грязь, д. Новая Слобода, с. Недельное, д. Прудки, д. Гурьево, д. Ястребовка. Кончается Тарутинской улицей г. Калуга. 

## Состояние дороги
До 49 км (круговая развязка с А107 рядом с Чириковом) дорога освещается в ночное время суток на всем протяжении от МКАД. Бессветофорное движение на протяжении от МКАД до Троицка. Имеются выделенные полосы для общественного транспорта.

## Реконструкция шоссе
В начале 2014 года власти Москвы утвердили проект планировки участка Калужского шоссе от МКАД до поворота на Посёлок подсобного хозяйства «Воскресенское», на котором построено десять транспортных развязок и организовано восемь-десять полос для движения автомобилей. В дальнейшем планируется полностью реконструировать шоссе до ЦКАД (до 49-го км Калужского шоссе). 1-й этап этого строительства был рассчитан на три года. По результатам открытого конкурса на выполнение подрядных работ 1-го этапа по реконструкции Калужского шоссе на участке от 20 километра до 29 километра определена компания-победитель — ООО ИФСК «АРКС». Эта же компания выиграла конкурс на выполнение подрядных работ по реконструкции транспортной развязки на пересечении 41-го километра МКАД с Калужским шоссе и Профсоюзной улицей.
Также на территории новой Москвы у Калужского шоссе к 2020 году планируется построить платный дублёр. Работы по его строительству должны начаться после реконструкции Калужского шоссе. Дублёр планируется проложить восточнее существующей трассы, на расстоянии примерно 5—7 километров.
Проект реконструкции Калужского шоссе от МКАД до ЦКАД предполагал строительство девяти эстакад, пяти мостов через р. Десну и р. Пахру и другие водные преграды, четырёх транспортных тоннелей и восемнадцати надземных и подземных пешеходных переходов. Полностью реконструкцию Калужского шоссе завершили в 2018 году.

## Любопытные факты
- В начале XXI века было заявлено о начале строительства в Ленинском районе Подмосковья на площади в 35 000 га нового городского образования с названием A-101 в непосредственной близости от одноимённой трассы. Проект был рассчитан на 300 000 жителей, его строительство планировалось вести в течение 35 лет[14].